# Clerks III
Clerks III è un film del 2022 diretto da Kevin Smith, secondo sequel della sua fortunata pellicola d'esordio Clerks - Commessi, del 1994.
È l'ottavo e ultimo film dell'universo cinematografico View Askewniverse.

## Trama
Dante e Randal quindici anni dopo aver acquistato il Quick Stop continuano le loro vite esattamente come un tempo, con le partite ad Hockey sul tetto e continuando a frequentare Jay e Silent Bob che nel frattempo hanno portato avanti l'attività di vendita di Marijuana legale. Dante sta andando avanti con la sua vita nonostante la perdita di Becky e della loro figlia mai nata, in seguito all'incidente occorso contro un camion guidato da un camionista ubriaco, incidente avvenuto poco dopo che si erano messi insieme. Un giorno mentre Elias ed il suo amico Blockchain, due ferventi cristiani, stanno cercando di vendere i loro aquiloni NFT con l'immagine del Cristo compagnone dentro il Quick Stop, Randal ha un attacco di cuore.
In seguito all'intervento chirurgico a cui viene sottoposto, realizza di aver sprecato la sua vita e decide pertanto di trovare uno scopo alla stessa. Decide pertanto di voler girare un film sulla sua vita e quella di Dante ambientata al Quick Stop. Incoraggiato dallo spirito di Becky, Dante decide di assistere l'amico nella realizzazione della pellicola diventandone il produttore. Tuttavia dopo svariati provini fallimentari per il ruolo dei protagonisti, Randal decide che non solo scriverà e dirigerà il film, ma interpreterà anche la parte di sè stesso, prende inoltre la decisione di chiedere di collaborare alla realizzazione dell'opera a tutti i suoi amici inclusi Jay, Silent Bob e Veronica, quest'ultima acconsente dopo avere avuto un rapporto sessuale con Dante nel parcheggio del negozio, ed anche agli stessi clienti del Quick Stop che nel corso degli anni hanno frequentato l'esercizio commerciale.
Dante, nelle vesti di produttore, chiede un prestito di 30.000 dollari alla sua ex fidanzata Emma la quale accetta a patto di avere come garanzia la metà del Quick Stop dello stesso Dante. Silent Bob, rivelatosi un fine cineasta e divenuto nel frattempo il regista del film, decide di iniziare a girare la pellicola con l'utilizzo del bianco e nero. Elias e Blockchain invece vengono assoldati come aiuto registi. La realizzazione del film tuttavia crea diversi attriti fra Randal e Dante e durante la realizzazione della scena dello spettacolo con l'asino, Dante ha un attacco di panico in quanto l'ambientazione della scena gli fa ripensare a Becky, lascia pertanto il set in stato confusionale. Il giorno dopo Dante comincia una furiosa discussione con Randal accusandolo di non essere stato un buon amico, il confronto fra i due sfocia in un attacco di cuore questa volta ai danni di Dante le cui condizioni appaiono sin da subito piuttosto disperate.
Una volta portato l'amico al pronto soccorso, Randal decide davanti a Elias di voler continuare le riprese del film; Elias allora comincia a biasimarlo confessandogli che Dante ha perfino impegnato metà della sua fetta di società nel Quick Stop per aiutarlo a realizzare il suo film. Consumato dal senso di colpa, Randal decide di modificare il soggetto della sceneggiatura realizzando che il film si debba basare non più su di sé ma su Dante come vero e proprio protagonista dell'opera, perciò con l'aiuto di Jay e Silent Bob si intrufola nella stanza di ospedale dell'amico dove gli fa vedere il suo lavoro ultimato, confessandogli di volergli bene e che è lui il suo vero eroe. Dante con a fianco lo spirito di Becky apprezza tantissimo il lavoro di Randal e di lì a pochi minuti, muore serenamente.
Qualche tempo dopo il funerale di Dante, Emma si presenta in negozio per riscuotere la sua metà, ma proprio in quel momento Blockchain arriva annunciando ai presenti che la vendita degli aquiloni NFT con l'effige del Cristo Compagnone ha fruttato loro la bellezza di un milione di dollari; Elias allora, che nel frattempo ha preso il posto di Dante alla gestione del Quick Stop al fianco di Randal, liquida l'ex fidanzata dell'amico. Mentre Blockchain, Jay e Silent Bob escono per far volare uno degli aquiloni NFT, Randal è tristemente addolorato per Dante mentre si trova al registratore di cassa, inconsapevolmente unito dal suo spirito. Il film si conclude con la figlia di Jay, Milly, che controlla le date di scadenza sulla fornitura di latte seduta sul pavimento del negozio.